# Baldur Ragnarsson

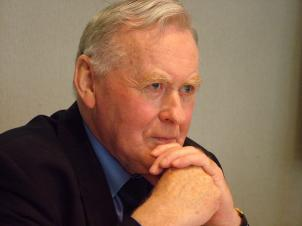
Baldur Ragnarsson (2005)

Baldur Ragnarsson (* 25. August 1930 in Reyðarfjörður; † 25. Dezember 2018) war ein isländischer Esperantoschriftsteller.

## Leben
Baldur lernte 1949 Esperanto. Als Dichter debütierte er 1958 in der Esperanta Antologio. Ab 1980 war er Vizepräsident der Universala Esperanto-Asocio und danach ihr Ehrenmitglied. Er war Lehrer für Isländisch und Englisch an einem Gymnasium in Reykjavík.
Baldur Ragnarsson war Mitglied der Esperanto-Akademie.

## Werke
- Ŝtupoj sen nomo (Gedichte, 1959)
- Sub stelo rigida (Übertragungen von Gedichten Þórsteins frá Hamri, 1963)
- Islandaj pravoĉoj (Übertragung altnordischer Dichtung, 1964)
- Esploroj (Gedichte, 1973)
- Sagao de Njal (Übersetzung der Isländersaga aus dem 13. Jhd., 2003)
- Sendependaj homoj (Übertragung des Romans von Halldór Laxness, 2007)